# What Makes a Man
"What Makes a Man" là đĩa đơn của ban nhạc pop người Ireland Westlife, phát hành từ album phòng thu thứ hai của họ Coast to Coast. Đây là đĩa đơn đầu tiên của họ không đạt được vị trí quán quân ở Anh.
Đĩa đơn này đứng thứ 39 trong danh sách các đĩa đơn bán chạy nhất năm 2000 ở Anh và nhận được chứng nhận Vàng ở nước này với hơn 400.000 bản bán được.

## Danh sách track
CD1
1. "What Makes a Man" (Single Remix)
2. "I'll Be There"
3. "My Girl"

CD2
1. "What Makes a Man" (Single Remix)
2. "I'll Be There"
3. "What Becomes of the Brokenhearted"

## Xếp hạng
Dù không đạt được đến vị trí số 1, đĩa đơn vẫn leo đến vị trí #2 trên UK Singles Chart, chỉ nhường vị trí quán quân cho "Can We Fix It?" của Bob the Builder.
| Bảng xếp hạng  | Vị trí cao nhất |
| -------------- | --------------- |
| Ireland (IRMA) | 2               |
| Anh Quốc (OCC) | 2               |